# Eucalyptus gunnii
Eucalyptus gunnii, el Eucalipto de Gunn, Gunnii o eucalipto sidra, es una especie de Eucalyptus endémico de Tasmania, desarrollándose en las planicies de la meseta central alrededor de 1100 metros de altitud, con poblaciones aisladas al sur de Hobart.

## Descripción
Es un árbol perennifolio de tamaño pequeño a mediano. Los especímenes más antiguos tienen un tronco macizo y grandes ramas extendiéndose. La corteza es con frecuencia persistente por varios metros. Las hojas son elípticas a ovadas, de 8 cm de largo y 3 cm de ancho, concolorosas, verde-azuladas y anchas. Flores blancas se producen a mediados del verano.

## Cultivo y usos

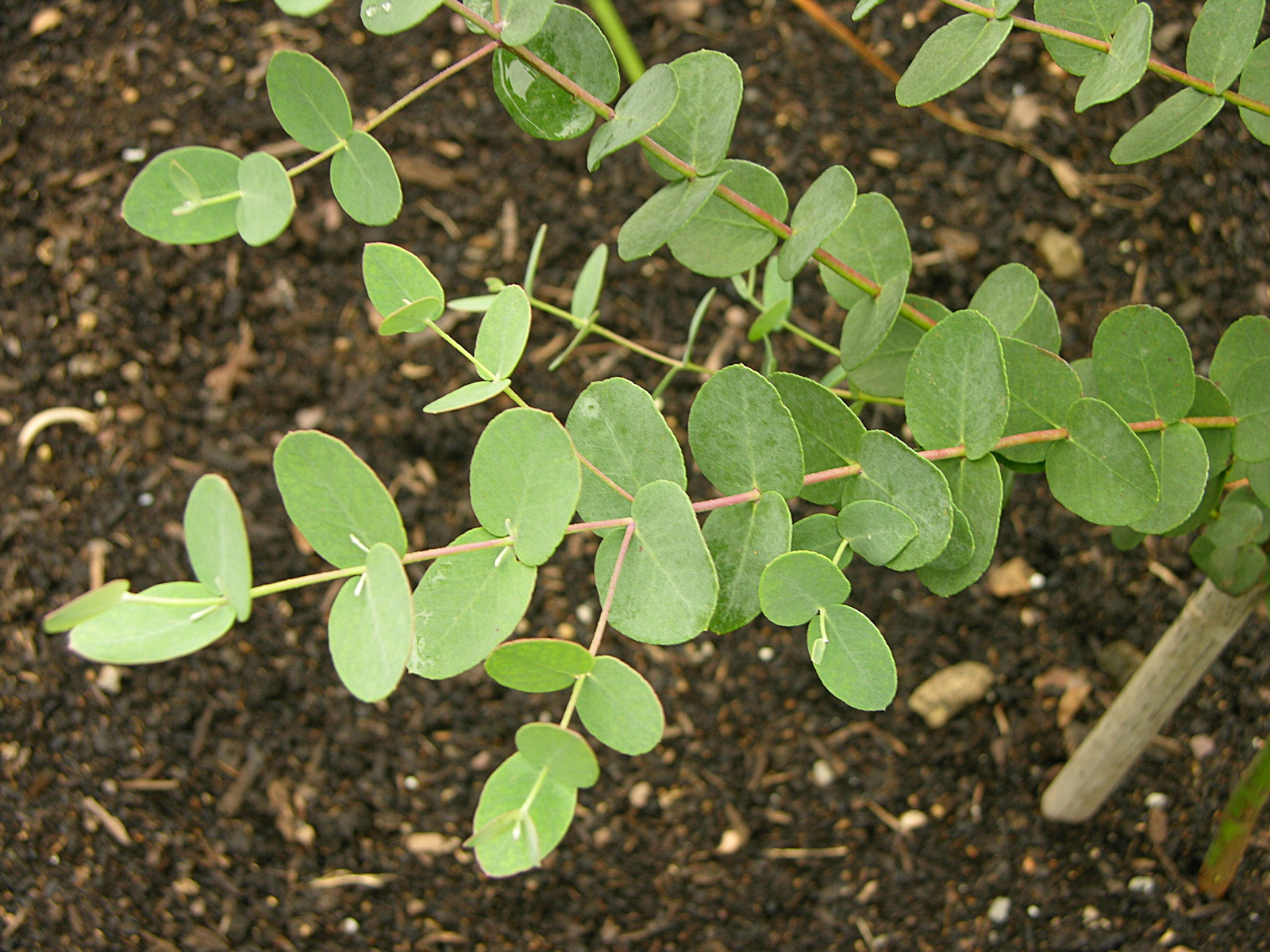
Follaje juvenil del cultivar 'Gota de plata' (Silver Drop).

Esta especie destaca por su excepcional tolerancia al frío para un eucalipto (hasta −14 °C, excepcionalmente −20 °C por breves períodos) y ahora es comúnmente plantado como árbol ornamental a lo largo de las islas británicas y algunas partes de Europa occidental. Es de rápido crecimiento, y alcanza una talla de 37 m de alto en la madurez, con un ritmo de crecimiento de hasta 1.5 m (raramente 2 m) por año. La poda puede ser empleada para mantener el árbol de tamaño pequeño si es que se requiere y los lugares muy sombreados pueden restringir su crecimiento. No crece bien en suelos arenosos cretáceos o sitios muy húmedos. El follaje cambia en medida en que el árbol madura de una hoja redondeada de color azul ceroso a un follaje más elongado y verde vivo en los árboles más maduros pero con la poda se puede mantener el follaje juvenil. La planta produce una savia similar al jarabe de arce, y se está considerando su cultivo por este producto. Cuando se embotella y se le pone tapa, el líquido fermenta y se parece a la sidra de manzana, de donde viene el nombre de eucalipto de sidra. El follaje dulce es un alimento apreciado por el ganado.

## Taxonomía
Eucalyptus gunnii fue descrita por Joseph Dalton Hooker y publicado en London Journal of Botany 3: 499–501. 1844.
Etimología
Eucalyptus: nombre genérico que proviene del griego antiguo: eû = "bien, justamente" y kalyptós = "cubierto, que recubre". En Eucalyptus L'Hér., los pétalos, soldados entre sí y a veces también con los sépalos, forman parte del opérculo, perfectamente ajustado al hipanto, que se desprende a la hora de la floración.
gunnii: epíteto

## Variedades y Sinonimia
subsp. divaricata (McAulay & Brett) B.M.Potts, Pap. & Proc. Roy. Soc. Tasmania 135: 57 (2001).
- Eucalyptus divaricata McAulay & Brett, Pap. & Proc. Roy. Soc. Tasmania 1937: 94 (1938).

subsp. gunnii.
- Eucalyptus whittingehameii Landsb., Trans. & Proc. Bot. Soc. Edinburgh 20: 516 (1896).
- Eucalyptus perriniana R.T.Baker & H.G.Sm., Pap. & Proc. Roy. Soc. Tasmania 1912: 163 (1913), nom. illeg.[7]